# Eudarcia isoploca
Eudarcia isoploca är en fjärilsart som beskrevs av Edward Meyrick 1919. Eudarcia isoploca ingår i släktet Eudarcia och familjen äkta malar. Inga underarter finns listade i Catalogue of Life.